# Arvin Sloane
Pour les articles homonymes, voir Sloane.
Arvin Sloane est un personnage de fiction de la série télévisée Alias, interprété par Ron Rifkin.

## Biographie de fiction
Directeur d'une section secrète de la CIA (avec pour adjoint Jack Bristow), il quitte ce groupe pour travailler au sein de l'alliance, qui est une organisation secrète dont le but est la domination, militaire, politique et économique de la planète. L'alliance le met à la tête de l'une de ses sections de terrain (S.D), il dirigera la S.D 6 de Los Angeles.
Principal "méchant" de la série, il est manipulateur, extrêmement cultivé, intelligent et solide.
Sloane n'a que deux passions dans la vie : 
- Sa femme Emily que l'alliance lui ordonne de tuer pour intégrer le directoire
- Milo Giacomo Rambaldi, prophète italien du milieu du XVe siècle pour qui Sloane serait prêt à tuer. Le seul but de Sloane est de découvrir ce que cache la prophétie de Rambaldi (il le découvrira lors du dernier épisode de la saison 5).